# Keio Challenger 2015
Il Keio Challenger 2015 è stato un torneo di tennis facente parte della categoria ATP Challenger Tour nell'ambito dell'ATP Challenger Tour 2015. È stata la 11ª edizione del torneo che si è giocato a Yokohama in Giappone dal 16 al 22 novembre 2015 su campi in cemento e aveva un montepremi di $50,000+H.

## Partecipanti singolare

### Teste di serie
| Nazionalità | Giocatore          | Ranking* | Testa di serie |
| ----------- | ------------------ | -------- | -------------- |
| Australia   | John Millman       | 91       | 1              |
| Australia   | Matthew Ebden      | 107      | 2              |
| Giappone    | Tatsuma Itō        | 113      | 3              |
| Giappone    | Gō Soeda           | 115      | 4              |
| Giappone    | Tarō Daniel        | 119      | 5              |
| Giappone    | Yūichi Sugita      | 123      | 6              |
| Russia      | Konstantin Kravčuk | 145      | 7              |
| Giappone    | Yoshihito Nishioka | 146      | 8              |

- Ranking al 9 novembre 2015.

### Altri partecipanti
Giocatori che hanno ricevuto una wild card:
- Sora Fukuda
- Makoto Ochi
- Masato Shiga
- Kaito Uesugi

Giocatori che sono passati dalle qualificazioni:
- Yusuke Watanuki
- Kento Takeuchi
- Yuya Kibi
- Peter Kobelt

## Vincitori

### Singolare
Tarō Daniel ha battuto in finale  Gō Soeda con il punteggio di 4–6, 6–3, 6–3.

### Doppio
Sanchai Ratiwatana /  Sonchat Ratiwatana hanno battuto in finale  Riccardo Ghedin /  Yi Chu-huan con il punteggio di 6–4, 6–4.